# Лингстад, Анни-Фрид
Анни-Фрид Сюнни Люнгстад (Лингстад; швед. Anni-Frid Synni Lyngstad; род. 15 ноября 1945, Балланген, Нурланн), также известна как Фрида (швед. Frida) — шведская певица, получившая известность как солистка группы ABBA.

## Биография

### Ранние годы
Анни-Фрид родилась 15 ноября 1945 года у 19-летней Сюнни Люнгстад (19 июня 1926 — 28 сентября 1947) от военнослужащего Альфреда Хаазе (1919—2009), находившегося в Норвегии в составе немецких оккупационных войск.
Через полтора года Сюнни отправила дочь со своей матерью Арнтиной Корнелией Марией Люнгстад («Агню») в более благополучную Швецию, в город Торсхелла. Переезд был вызван не только оскорблениями в адрес женщин, имевших связи с немецкими оккупантами, но и опасениями принудительного отнятия у матерей детей, родившихся в результате таких связей. Вскоре Сюнни и сама переехала в Швецию, но внезапно умерла от почечной недостаточности в возрасте 21 года.
Считалось, что отец Анни-Фрид погиб при возвращении в Германию, оказавшись на потопленном союзными войсками военно-морском транспорте, но в 1977 году немецкий журнал «Bravo» помог дочери найти отца.

### Карьера

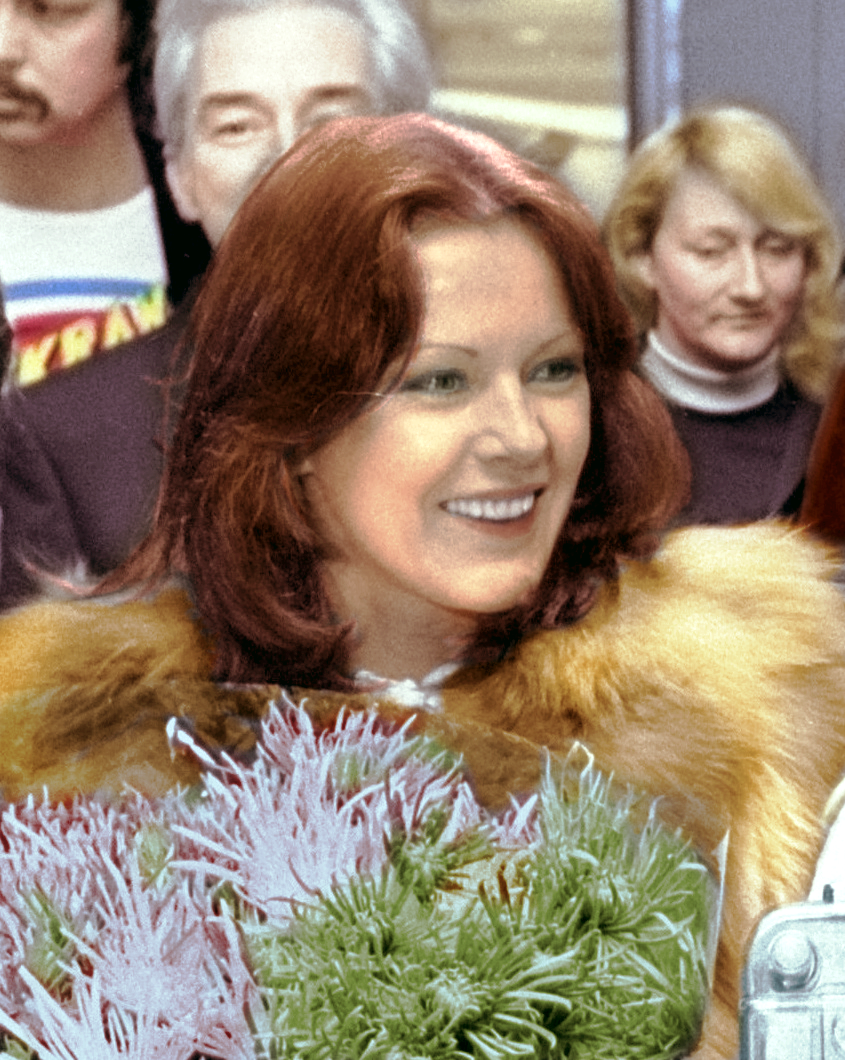
Анни-Фрид в 1976 году

Фрида начала свою карьеру в 1958 году в возрасте 13 лет как поп-певица в стиле «дансбенд». Позднее она присоединилась к группе, которая играла джаз, исполняя кавер-версии песен таких исполнителей, как Гленн Миллер, Дюк Эллингтон и Каунт Бэйси. Её кумирами тогда были певицы Элла Фицджеральд и Пегги Ли. В 1963 году она создала свою собственную группу «Anni-Frid Four».
В ноябре 2005 года, когда Фрида отмечала своё шестидесятилетие, студия Universal Music выпустила набор дисков из четырёх сольных альбомов певицы, а также DVD (продолжительностью более трех часов) с её рассказом о музыкальной карьере и множеством редких клипов, записей телевизионных выступлений и видеоматериалами для её сольных альбомов.

## Личная жизнь
3 апреля 1963 года в возрасте 17 лет Фрида вышла замуж за продавца и музыканта Рагнара Фредрикссона. У них было двое детей: Ханс Рагнар Фредрикссон (род. 26 января 1963 года) и Энн Лиса-Лотте Фредрикссон (25 февраля 1967 года — 13 января 1998 года). Фрида и Рагнар разошлись вскоре после рождения дочери и официально развелись 19 мая 1970 года. В тот же самый день у Фриды умерла бабушка Агню, ей был 71 год.
В мае 1969 года Фрида познакомилась с Бенни Андерссоном. С 1971 года они стали жить вместе, но официально оформили свои отношения только 6 октября 1978 года, когда ABBA была на пике популярности. Их официальный брак продлился всего 3 года, они развелись в 1981 году.
В 1982 году она оставила Швецию и переехала в Лондон. На протяжении 1984 года шла запись её альбома «Shine» в Париже. Затем в 1986 году она переехала в Швейцарию, где и живёт до сих пор.
26 августа 1992 года Фрида вступила в брак со своим давним другом, принцем Генрихом Руццо Рейссом фон Плауэном (24 мая 1950 — 29 октября 1999). С тех пор она официально именуется Её Светлость принцесса Анни-Фрид Рейсс фон Плауэн. Принц Генрих умер от рака в 1999 году, а годом раньше, 13 января 1998 года, её дочь — Лиса-Лотте — погибла в автомобильной аварии в городе Ливония, около Детройта (США).
Поскольку её муж учился в той же школе, что и нынешний король Швеции, принцесса Рёйсс стала близким другом шведской королевской семьи. Сейчас Фрида занимается благотворительностью и защитой окружающей среды. В одном из интервью 2005 года она сказала, что у неё нет интереса к продолжению музыкальной карьеры, однако в 2017—2021 году приняла активное участие в записи сенсационного альбома ABBA — Voyage, который вышел 5 ноября 2021 года.

## Дискография
Альбомы на шведском языке
- Frida (1971)
- Frida ensam (1975)
- Djupa andetag (1996)

Альбомы на английском языке
- Something’s Going On (1982)
- Shine (1984)

## Фильмография
- 1977 — ABBA: Фильм
- 1978 — Идите по воде, если сможете
- 1980 — ABBA — На концерте
- 1984 — Jokerfejs
- 2004 — ABBA — последнее видео за всю историю

## Награды
- Командор I класса ордена Вазы (2024 год)[7].